# Hygrohypnum tsurugizamicum
Hygrohypnum tsurugizamicum là một loài Rêu trong họ Amblystegiaceae. Loài này được Cardot mô tả khoa học đầu tiên năm 1913.